# Igreja de Santo António (Moscavide)

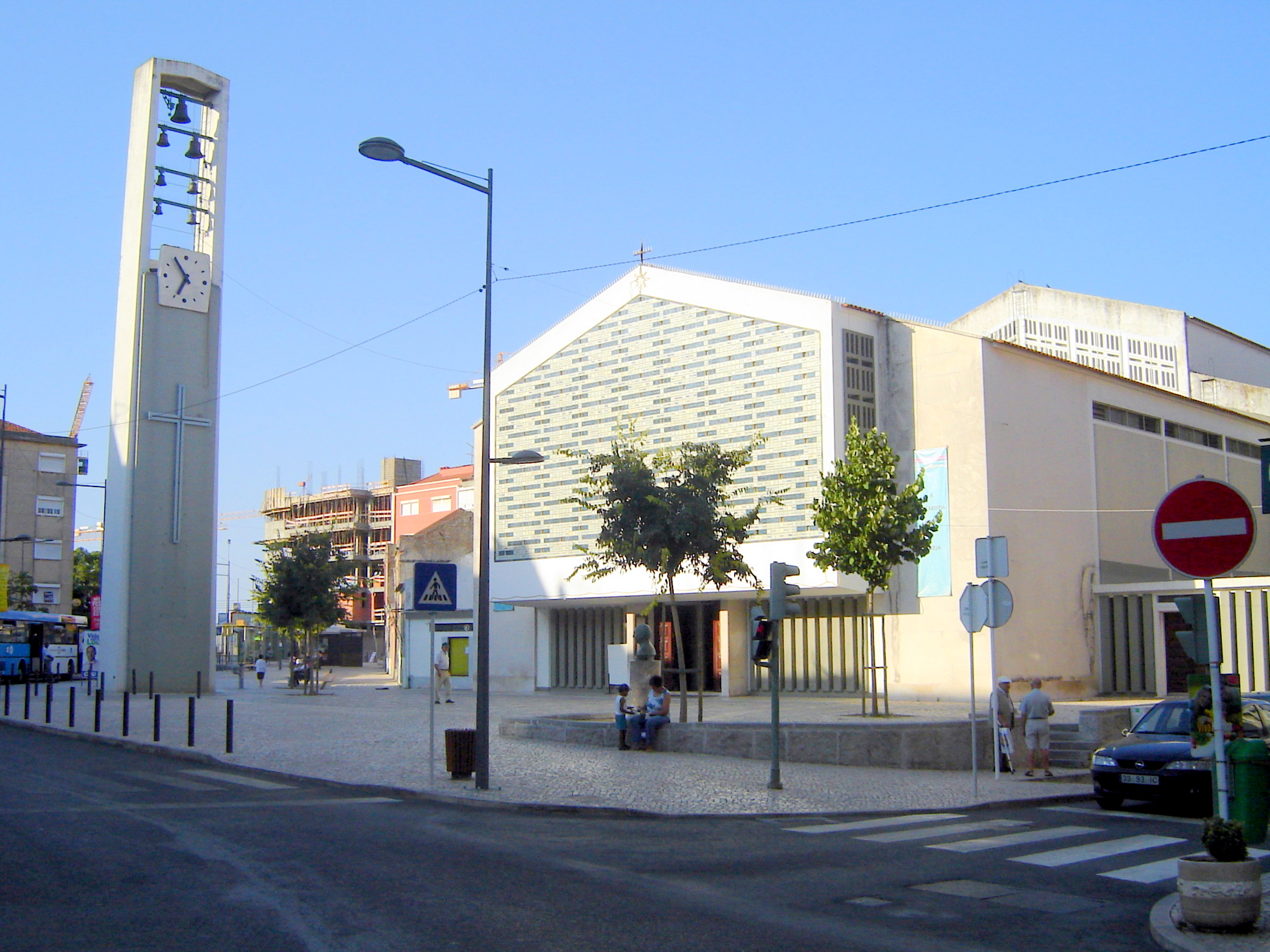
Außenansicht

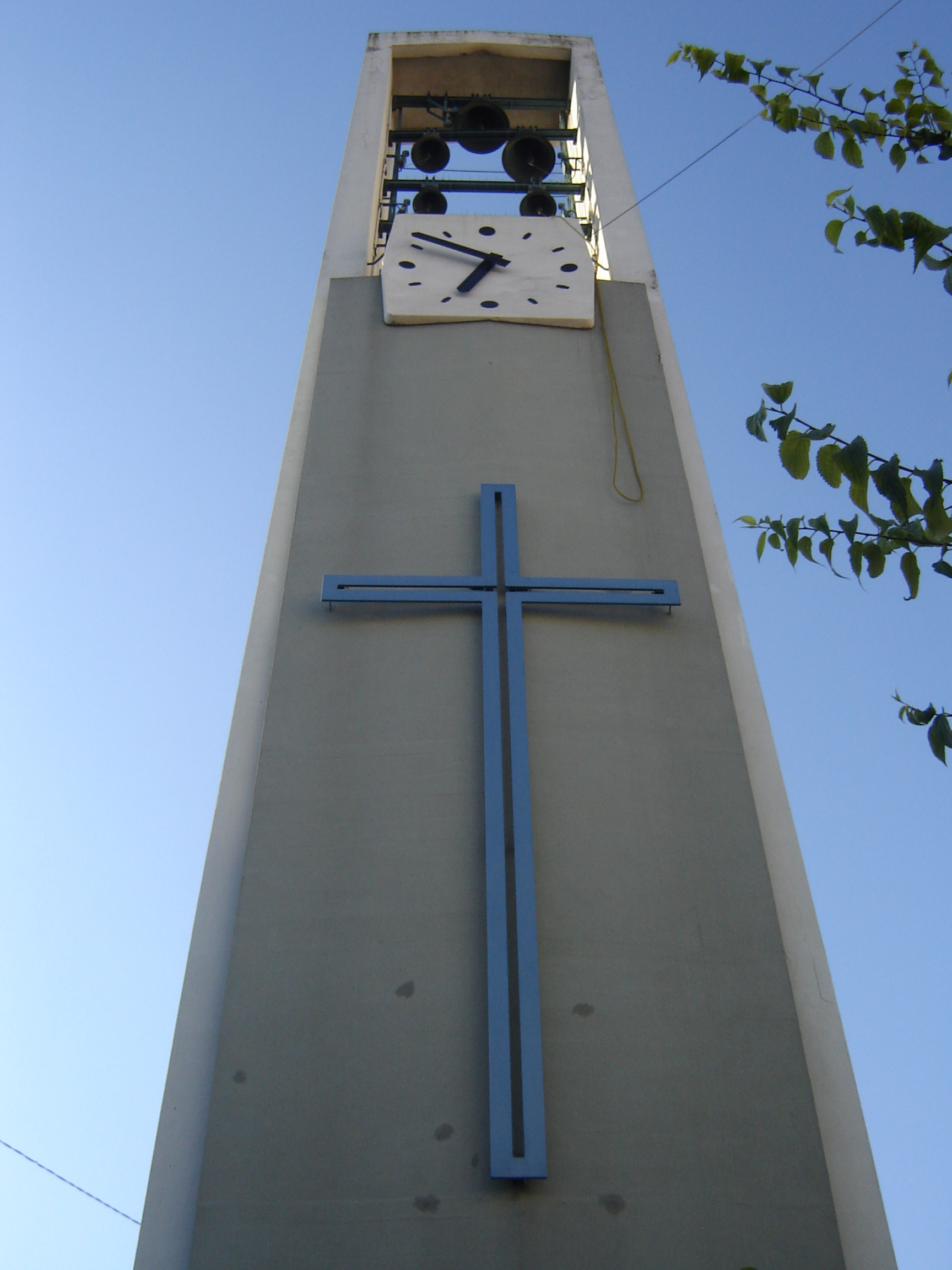
Der Glockenturm

Die Igreja de Santo António ist die römisch-katholische Pfarrkirche der portugiesischen Kleinstadt Moscavide.
Sie wurde nach Plänen des Architekten António Freitas Leal im nördlichen Zentrum des Ortes errichtet und 1956 eingeweiht. Geweiht ist die Kirche (igreja ist portugiesisch für Kirche) dem heiligen Antonius von Lissabon.
Die Kirche wurde ab 1953, 15 Jahre nach Erhebung von Moscavide zur eigenen Freguesia, von António Freitas Leal und Pater João de Almeida geplant. In ihrer architektonischen Gestaltung folgt sie den Ideen der liturgischen Erneuerung. Bei ihrer Errichtung waren mehrere Künstler der neuen Generation beteiligt.
Über dem Hauptportal befindet sich ein 7 × 14 Meter großes Paneel aus Azulejos, die von Manuel Cargaleiro gestaltet wurden. Lagoa Henriques schuf eine Statue des Hl. Antonius. Westlich vor der Kirche steht ein freistehender Glockenturm.